# Dikanäs kyrkobokföringsdistrikt

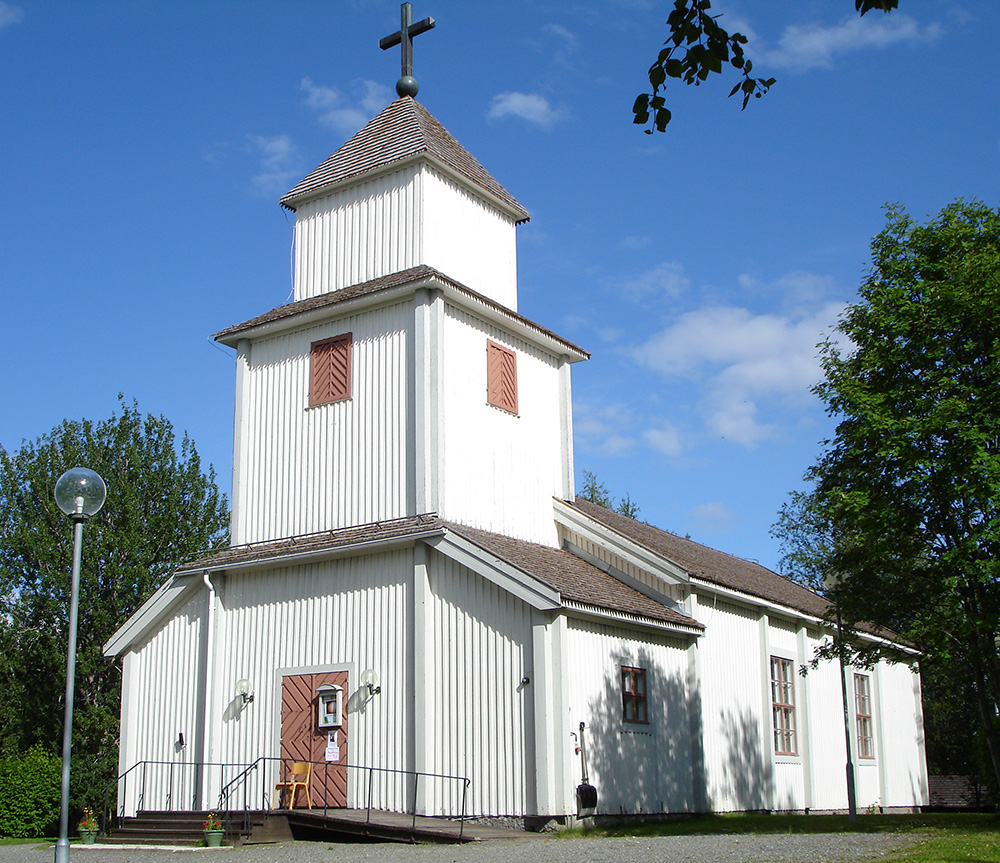
Dikanäs kyrka.

Dikanäs kyrkobokföringsdistrikt var ett kyrkobokföringsdistrikt (ofta förkortat kbfd) i Vilhelmina församling i Luleå stift. Dessa distrikt utgjorde delar av en församling i Sverige som i folkbokföringshänseende var likställd med en församling. Distriktet bildades den 1 maj 1923 (enligt beslut den 25 maj 1922) när Vilhelmina församling delades upp på två kyrkobokföringsdistrikt (Dikanäs och Vilhelmina) och upplöstes 1 januari 1989 när det återigen ingick i Vilhelmina församling när församlingens uppdelning på kyrkobokföringsdistrikt upphörde.
Kyrkobokföringsdistriktets namn och dess gränser fastställdes genom beslut den 4 maj 1923. Den 1 januari 1962 överfördes till Vilhelmina kyrkobokföringsdistrikt från Dikanäs ett område med 10 invånare, och i motsatt riktning ett område med 15 invånare. Denna gränsändring medförde en nettoöverflyttning av 9,44 kvadratkilometer land från Vilhelmina kyrkobokföringsdistrikt till Dikanäs kyrkobokföringsdistrikt.
Dikanäs kyrkobokföringsdistrikt hade enligt Skatteverket (år 1989) församlingskoden 246200 och enligt Statistiska centralbyrån (år 1971) församlingskoden 246202.

## Tjänstgörande predikanter och präster
| Ämbetstid | Namn                    | Levnadstid | Övrigt                                                     |
| --------- | ----------------------- | ---------- | ---------------------------------------------------------- |
| 1901–1912 | Elis Björkman           | 1870–1950  | Flyttade senare till Sorsele.                              |
|           | Bengt Lindkvist         |            |                                                            |
|           | Pastor Guldbrandson     |            |                                                            |
|           | Pastor Lindfors         |            |                                                            |
| 1890–1918 | Frans David Jonsson     | –1918      | Begravd på Dikanäs kyrkogård.                              |
| 1918–1925 | Pastor Berggren         |            |                                                            |
| 1926–1930 | Arthur Stjernholm       |            | Senare kyrkoherde i Vilhelmina. Ledamot av Vasaorden 1952. |
|           | Svante Grönberg         |            | Tillförordnad kominister.                                  |
|           | Gustav Hasselbrink      | 1900–1982  | Språkforskare och författare.                              |
|           | Helmer Bernhard Nysäter | –1958      |                                                            |
|           | Pastor Vinberg          |            |                                                            |
|           | Erik Danius             |            |                                                            |
| 1965–1974 | Johan Avara-Eggel       | 1911–1986  | Tjänstgjorde i två omgångar.                               |
|           | Predikant Tjärnström    |            |                                                            |
|           | Alex Lundmark           |            | Omkom i bilolycka.                                         |
|           | Bertil Östberg          |            |                                                            |
|           | B. Linfors              | 1991–      |                                                            |

## Areal
Dikanäs kyrkobokföringsdistrikt omfattade den 1 januari 1981 en areal av 2 267,3 kvadratkilometer, varav 2 114,3 kvadratkilometer land.

## Befolkningsutveckling
| Befolkningsutvecklingen i Dikanäs kyrkobokföringsdistrikt 1925–1987                              | Befolkningsutvecklingen i Dikanäs kyrkobokföringsdistrikt 1925–1987 | Befolkningsutvecklingen i Dikanäs kyrkobokföringsdistrikt 1925–1987 | Befolkningsutvecklingen i Dikanäs kyrkobokföringsdistrikt 1925–1987 | Befolkningsutvecklingen i Dikanäs kyrkobokföringsdistrikt 1925–1987 |
| ------------------------------------------------------------------------------------------------ | ------------------------------------------------------------------- | ------------------------------------------------------------------- | ------------------------------------------------------------------- | ------------------------------------------------------------------- |
|                                                                                                  |                                                                     |                                                                     |                                                                     |                                                                     |
| År                                                                                               |                                                                     |                                                                     | Folkmängd                                                           |                                                                     |
| 1925                                                                                             | 1925                                                                |                                                                     | 958                                                                 |                                                                     |
| 1930                                                                                             | 1930                                                                |                                                                     | 981                                                                 |                                                                     |
| 1935                                                                                             | 1935                                                                |                                                                     | 1 088                                                               |                                                                     |
| 1940                                                                                             | 1940                                                                |                                                                     | 1 130                                                               |                                                                     |
| 1945                                                                                             | 1945                                                                |                                                                     | 1 245                                                               |                                                                     |
| 1950                                                                                             | 1950                                                                |                                                                     | 1 186                                                               |                                                                     |
| 1955                                                                                             | 1955                                                                |                                                                     | 1 157                                                               |                                                                     |
| 1960                                                                                             | 1960                                                                |                                                                     | 1 096                                                               |                                                                     |
| 1965                                                                                             | 1965                                                                |                                                                     | 980                                                                 |                                                                     |
| 1970                                                                                             | 1970                                                                |                                                                     | 852                                                                 |                                                                     |
| 1975                                                                                             | 1975                                                                |                                                                     | 783                                                                 |                                                                     |
| 1980                                                                                             | 1980                                                                |                                                                     | 708                                                                 |                                                                     |
| 1985                                                                                             | 1985                                                                |                                                                     | 643                                                                 |                                                                     |
| 1987                                                                                             | 1987                                                                |                                                                     | 616                                                                 |                                                                     |
| Anm: Befolkning den 31 december enligt den administrativa indelningen den 1 januari följande år. |                                                                     |                                                                     |                                                                     |                                                                     |